# Andrea Arrighini
Andrea Arrighini (Pisa, 6 giugno 1990) è un calciatore italiano, attaccante del Follonica Gavorrano.

## Caratteristiche tecniche
In grado di agire da prima o seconda punta, è un attaccante abile negli inserimenti senza palla.

## Carriera
Inizia a giocare a calcio nel settore giovanile dell'Empoli, che lo cede in seguito al Pisa. Nel 2007 viene tesserato dal Pontedera, in Serie D. Dopo aver trascorso una stagione in prestito al Rosignano Solvay, nel 2011 torna al Pontedera, con cui a fine stagione vince il campionato, conquistando la promozione in Lega Pro Seconda Divisione.
L'arrivo di Paolo Indiani sulla panchina del Pontedera costituisce per Arrighini un periodo di maturazione mentale e fisica, che sotto la sua guida termina la stagione segnando 17 reti in 34 incontri, contribuendo alla promozione diretta (la seconda consecutiva) dei granata in Lega Pro Prima Divisione.
Nel 2013 viene ceduto in comproprietà alla Reggina, che lo lascia in prestito al Pontedera. Termina la stagione segnando 16 reti (tra cui una tripletta contro il Grosseto) complessive. A fine stagione viene riscattato dal Pontedera, che il 27 giugno 2014 lo cede a titolo definitivo all'Avellino, con cui firma un quadriennale. Esordisce in Serie B il 30 agosto in Avellino-Pro Vercelli (1-0). Esce al 64', venendo sostituito da Mohamed Soumaré.
Nel gennaio del 2015 viene ceduto in prestito per i successivi 6 mesi al Pisa, con cui termina la stagione nel campionato di Lega Pro, nel quale segna 2 gol in 17 incontri disputati. Terminato il prestito torna in Campania, venendo però subito ceduto in prestito ai calabresi del Cosenza, con i quali disputa l'intera stagione 2015-2016: in quest'annata gioca stabilmente da titolare, disputando una partita in Coppa Italia Lega Pro, 2 partite in Coppa Italia e 34 partite in campionato, e segnando 2 gol in Coppa Italia e 9 gol in campionato. Per la stagione 2016-2017 l'Avellino lo cede in prestito al Cittadella, formazione neopromossa in Serie B, con la quale Arrighini gioca da titolare nel campionato cadetto. Grazie alle prestazioni convincenti in maglia granata, viene acquistato a titolo definitivo.
Il 9 agosto 2018 passa a titolo definitivo al Carpi, firmando un contratto fino al 2020 con un'opzione per un'altra stagione. Il 22 settembre segna il suo primo gol con la maglia biancorossa nel pareggio al Cabassi per 1-1 contro il Brescia. Alla fine del campionato di Serie B 2018-2019, dove il Carpi chiude all'ultimo posto e retrocede in Serie C, Arrighini segna in totale 4 gol in 34 presenze ed è, insieme a Concas, il miglior marcatore stagionale.
Il 21 agosto 2019 firma un contratto triennale con l'Alessandria.
Il 26 gennaio 2022 viene ceduto alla Reggiana. Dopo 6 mesi dal suo arrivo in maglia granata, viene ceduto in prestito annuale alla Pro Vercelli.
Il 1º settembre 2023 viene ceduto a titolo definitivo all'AlbinoLeffe.

## Statistiche

### Presenze e reti nei club
Statistiche aggiornate al 22 ottobre 2024.
| Stagione           | Squadra            | Campionato         | Campionato | Campionato | Coppe nazionali | Coppe nazionali | Coppe nazionali | Coppe continentali | Coppe continentali | Coppe continentali | Altre coppe | Altre coppe | Altre coppe | Totale | Totale |
| Stagione           | Squadra            | Comp               | Pres       | Reti       | Comp            | Pres            | Reti            | Comp               | Pres               | Reti               | Comp        | Pres        | Reti        | Pres   | Reti   |
| ------------------ | ------------------ | ------------------ | ---------- | ---------- | --------------- | --------------- | --------------- | ------------------ | ------------------ | ------------------ | ----------- | ----------- | ----------- | ------ | ------ |
| 2008-2009          | Pontedera          | D                  | 23         | 1          | CI+CI-D         | 1+1             | 0               | -                  | -                  | -                  | -           | -           | -           | 25     | 1      |
| 2009-2010          | Pontedera          | D                  | 34         | 7          | CI-D            | 2               | 0               | -                  | -                  | -                  | -           | -           | -           | 36     | 7      |
| 2010-2011          | Rosignano Solvay   | D                  | 32         | 9          | CI-D            | 1               | 1               | -                  | -                  | -                  | -           | -           | -           | 33     | 10     |
| 2011-2012          | Pontedera          | D                  | 32         | 8          | CI+CI-D         | 1+2             | 0+2             | -                  | -                  | -                  | -           | -           | -           | 35     | 10     |
| 2012-2013          | Pontedera          | 2D                 | 34         | 17         | CI-LP           | 2               | 1               | -                  | -                  | -                  | -           | -           | -           | 36     | 18     |
| 2013-2014          | Pontedera          | 1D                 | 31+1       | 15         | CI+CI-LP        | 1+2             | 0+1             | -                  | -                  | -                  | -           | -           | -           | 35     | 16     |
| Totale Pontedera   | Totale Pontedera   | Totale Pontedera   | 154+1      | 48         |                 | 12              | 4               |                    | -                  | -                  |             | -           | -           | 167    | 52     |
| 2014-gen. 2015     | Avellino           | B                  | 17         | 1          | CI              | 2               | 1               | -                  | -                  | -                  | -           | -           | -           | 19     | 2      |
| gen.-giu. 2015     | Pisa               | LP                 | 17         | 2          | CI+CI-LP        | -               | -               | -                  | -                  | -                  | -           | -           | -           | 17     | 2      |
| 2015-2016          | Cosenza            | LP                 | 34         | 9          | CI+CI-LP        | 2+1             | 2+0             | -                  | -                  | -                  | -           | -           | -           | 37     | 11     |
| 2016-2017          | Cittadella         | B                  | 36+1       | 7          | CI              | 1               | 0               | -                  | -                  | -                  | -           | -           | -           | 38     | 7      |
| 2017-2018          | Cittadella         | B                  | 30+1       | 5          | CI              | 3               | 1               | -                  | -                  | -                  | -           | -           | -           | 34     | 6      |
| Totale Cittadella  | Totale Cittadella  | Totale Cittadella  | 66+2       | 12         |                 | 4               | 1               |                    | -                  | -                  |             | -           | -           | 72     | 13     |
| 2018-2019          | Carpi              | B                  | 34         | 4          | CI              | 0               | 0               | -                  | -                  | -                  | -           | -           | -           | 34     | 4      |
| 2019-2020          | Alessandria        | C                  | 24+2       | 5+1        | CI-C            | 1               | 0               | -                  | -                  | -                  | -           | -           | -           | 27     | 6      |
| 2020-2021          | Alessandria        | C                  | 36+6       | 9+3        | CI              | 2               | 1               | -                  | -                  | -                  | -           | -           | -           | 44     | 13     |
| 2021-gen. 2022     | Alessandria        | B                  | 13         | 1          | CI              | 2               | 0               | -                  | -                  | -                  | -           | -           | -           | 15     | 1      |
| Totale Alessandria | Totale Alessandria | Totale Alessandria | 73+8       | 15+4       |                 | 5               | 1               |                    | -                  | -                  |             | -           | -           | 86     | 20     |
| gen.-giu. 2022     | Reggiana           | C                  | 14+2       | 3          | CI-C            | -               | -               | -                  | -                  | -                  | -           | -           | -           | 16     | 3      |
| 2022-2023          | Pro Vercelli       | C                  | 36         | 2          | CI-C            | 1               | 0               | -                  | -                  | -                  | -           | -           | -           | 37     | 2      |
| 2023-2024          | AlbinoLeffe        | C                  | 32         | 3          | CI-C            | 0               | 0               | -                  | -                  | -                  | -           | -           | -           | 32     | 3      |
| 2024-2025          | Virtus Francavilla | D                  | 4          | 0          | CI-D            | 0               | 0               | -                  | -                  | -                  | -           | -           | -           | 4      | 0      |
| Totale carriera    | Totale carriera    | Totale carriera    | 526        | 112        |                 | 28              | 10              |                    | -                  | -                  |             | -           | -           | 554    | 122    |

## Palmarès

### Club

#### Competizioni nazionali
- Serie D: 1

Pontedera: 2011-2012 (Girone E)